# Bárðarbunga
Bárðarbunga je aktivní islandská sopka (konkrétně stratovulkán) jejíž vrchol a okolní kaldera se nachází pod příkrovem ledovce Vatnajökull. S nadmořskou výškou 2009 metrů je druhým nejvyšším vrcholem Islandu. Poslední významná sopečná činnost se zde odehrála v roce 1477, kdy bylo do atmosféry vyvrženo velké množství sopečného prachu a popela. Odhaduje se, že tato erupce byla přibližně desetkrát silnější než výbuch sopky Mount St. Helens v USA ve 20. století. Od té doby je sopka nepravidelně aktivní, k povrchu se ale dostávalo jen malé množství lávy. V srpnu 2014 se v okolí sopky objevil výrazný zemětřesný roj s nejsilnějším zemětřesením o magnitudu 5,3, které se odehrálo 24. srpna. Od té doby zemětřesení pozvolna migrují severovýchodním směrem. Většina otřesů se odehrála v hloubce 5 až 12 km, nicméně otřesy se postupně přesunovaly do hloubky 2 až 6 km pod povrch. Měření za pomoci GPS stanic ukazují, že se oblast vyzdvihla od počátku zemětřesného roje o 14 cm. Předpokládá se, že během tohoto jevu došlo v podzemí k výlevu magmatu v podobě 25 kilometrů dlouhé žíly pod ledovcem Dyngjujökull. Tato žíla se 23. srpna během 6 hodin protáhla severně o dalších 5 km. O 3 dny později již žíla měřila přes 40 km a pokračovala v postupu severním směrem k Askje, pod kterou bylo 27. srpna naměřeno zemětřesení o magnitudu 4,5. 29. srpna došlo v nočních hodinách k malé sopečné erupci, která byla pozorována na seismických stanicích v podobě seismického tremoru a na instalovaných webových kamerách. Od té doby je sopka aktivní a na povrch se stále valí množství lávy, které pokrylo k lednu 2015 přes 84 km² velkou oblast.
Na Islandu se jedná o čtvrtou nejaktivnější sopku. Významným nebezpečím v okolí sopky je možnost vzniku výlevů vody z roztaveného ledovce, tzv. jökulhlaups.

## Sopka
Bárðarbunga je podledovcový stratovulkán, jenž má na vrcholku sopečný kráter, tzv. kalderu. Ta zaujímá plochu 70 km², je téměř 10 km široká a 700 metrů hluboká. Kráter je zcela vyplněn hmotou ledovce Vatnajökull.

### Erupce
K sopečným erupcím došlo v letech 1080 (nejednoznačně potvrzená erupce), 1159 (nejednoznačně potvrzená erupce), cca 1210, cca 1270, cca 1350, cca 1410 (nejednoznačně potvrzená erupce), 1477, 1697, 1702, 1706, 1712, 1716, 1717, 1720, 1726, 1729, 1739, 1750, 1766, 1769, 1797, 1807 (nejednoznačně potvrzená erupce), 1862-64, 1872 (nejednoznačně potvrzená erupce), 1902-03 a v roce 1910. Nicméně i ve zbytku 20. století bylo v okolí pozorováno množství náhlých záplav značících, že sopka byla aktivní i mimo tato zaznamenaná období.
V historické době byly zaznamenány velké erupce s periodou 250 až 600 let. K největší došlo asi před 8500 lety kdy sopka vyvrhla více než 21 km³ lávy.
V roce 2014 došlo 29. srpna k sopečné erupci. Během postupných lávových výlevů se dostalo k povrchu 1,4 km³ magmatu, který pokryl oblast o rozloze více než 84 km². Erupce pokračovaly v menší míře až do 27. února 2015. 16. března pak byla sopka s výjimkou nových lávových polí otevřena pro turisty.